# (73693) Dorschner
(73693) Dorschner est un astéroïde de la ceinture principale.

## Description
(73693) Dorschner est un astéroïde de la ceinture principale. Il fut découvert le 12 septembre 1991 à Tautenburg par Freimut Börngen et Lutz Dieter Schmadel. Il présente une orbite caractérisée par un demi-grand axe de 3,10 UA, une excentricité de 0,16 et une inclinaison de 11,6° par rapport à l'écliptique.

## Compléments